# Артек (урочище)
Артек — урочище у подножия юго-западного склона горы Аю-Даг в Крыму.

## Этимология
Происхождение самого слова, как и многих других крымских топонимов, имеет тюркское либо греческое толкование. Наиболее обоснованные версии связаны с греческими словами «άρκτος» (медведь) — по расположению у «Аю-Дага (Медведь-гора)», «oρτύκια» (перепёлка), «άρτος» (хлеб) либо с тюрко-татарским «арты́к» (буйвол). По другой версии, название местности происходит от тюркского слова «артик», что в зависимости от контекста может означать «отдельный», «лишний» и «лучший».
Название урочища дало название построенному здесь детскому лагерю «Артек».
В самом лагере наиболее популярной является версия, связанная с перепёлками. Существует устойчивое выражение «Артек — перепелиный островок» и песня с таким названием.

## История
В 1968 году археологи нашли в урочище остатки поселения людей, существовавшего в период между IV ст. до н. э. и IV ст. н. э. Ранее в этой местности также обитали тавры, оставившие после себя несколько каменных ящиков — дольменов — в седловине Аю-Дага. На западной стороне Аю-Дага позже существовало достаточно крупное поселение, которое было разрушено хазарами в VIII веке. Люди продолжали населять урочище вплоть до турецкого завоевания Крыма в 1475 году.
После присоединения Крыма к Российской империи первые частные виллы появились в урочище Артек в 1823 году, когда эта местность досталась во владение польскому графу Густаву Олизара. В 1832 году имение Олизара купили Потемкины. В течение всей первой половине XIX века в урочище Артек находилось имение Татьяны Потёмкиной, урождённой княжны Голицыной.
В 1875 году Артек перешел во владение московского купца И. Первушина, который построил там торговый дом.
Часть участка была приобретена В. И. Березиным и его женой О. М. Соловьевой, которая пригласила для его благоустройства Николая Петровича Краснова, автора целого ряда крымских архитектурных проектов. Вокруг полученного в наследство дворца Суук-Су разбили парк на 27 десятин. На данном курорте отдыхали А. И. Куприн, И. А. Бунин, А. Суриков, К. Коровин, эмир Бухарский, а в 1914 году это место посетил император Николай II.
В советские времена в урочище был создан лагерь Артек, получивший статус всесоюзной детской здравницы. Первоначально палаточный городок на берегу моря именовался просто «Детский лагерь в Артеке». Название урочища Артек закрепилось в качестве собственного имени лагеря несколько позже, к 1930 году, когда в верхнем парке был построен первый корпус для круглогодичного приёма детей. Он получил наименование «Верхний лагерь», а палаточный у моря — «Нижний». Третьим артековским лагерем стал в 1937 году «Суук-Су», созданный на базе переданного «Артеку» одноимённого дома отдыха. После Великой Отечественной войны в 1944 году «Артеку» был передан дом отдыха «Колхозная молодёжь», он стал ещё одним лагерем.